# هار (باواریا)
هار (باواریا) (به آلمانی: Haar, Bavaria) یک شهر در آلمان است که در منطقه مونیخ واقع شده‌است.

## خصوصیات
هار ۱۲٫۹۰ کیلومترمربع مساحت دارد ۵۴۲ متر بالاتر از سطح دریا واقع شده‌است. ادولف هیتلر مدتی در این شهر زندانی بود.

## خواهرخوانده
شهر اهرنتال خواهرخواندهٔ باواریا هست.